# William Montagu (2e baron Montagu)
Pour les articles homonymes, voir William Montagu.
William (de) Montagu (ou de Montacute, latinisé en de Monte Acuto), 2e baron Montagu, est un pair d'Angleterre né vers 1285 et mort le 18 octobre 1319. Soldat éminent et courtisan pendant les règnes d’Édouard Ier et Édouard II, il joue un rôle important dans les guerres en Écosse et au pays de Galles et est nommé intendant de la Maison d'Édouard II. Peut-être sous l'influence de son ennemi Thomas de Lancastre, le roi l’envoie en 1318 en Gascogne exercer la charge de sénéchal ; il y meurt en octobre de l'année suivante.

## Origines
La famille Montagu est d'origine normande et s'est enrichie dans le West Country anglais. Elle possède de vastes terres dans le Somerset, le Dorset et le Devon.
William est né vers 1285, fils et héritier de Simon de Montagu, 1er baron de Montagu (qui meurt le 26 septembre 1316) et de sa première épouse, Hawise de St Amand (morte en 1287), fille d'Amaury de St Amand ou de la deuxième, Isabel, dont les parents sont inconnus. Il a deux frères, John et Simon.

## Carrière
William Montagu consacre une grande partie de sa vie aux guerres en Écosse, au pays de Galles et sur le continent. Il se distingue lors de la première guerre d'indépendance écossaise, où il est convoqué pour le service militaire féodal en 1301 et nommé responsable de l'expédition en mars 1303. En 1304, il est avec le roi Édouard Ier au siège du château de Stirling. La même année, il est pourtant emprisonné à la tour de Londres avec son oncle Amaury de Saint-Amand pour une infraction dont il est rapidement disculpé. Le 22 mai 1306, il est adoubé par le roi Édouard Ier et son fils le futur Édouard II. En février 1307, son père et lui servent ensemble en Écosse. Il participe au premier tournoi à Dunstable, portant pour blason d'argent, à trois fusées de gueules, accolées et posées en fasce,. En 1311, il est chargé de surveiller les défenses de plusieurs châteaux dont celui de Hastings et celui de Berkhamstead. En 1314, il est nommé gouverneur du château de Berwick.
En mai 1313, il escorte Édouard II et son épouse Isabelle de France lors de son voyage en France pour rencontrer le roi Philippe IV. La même année et en 1314, il sert de nouveau en Écosse. En février 1316, il joue un important rôle dans la répression d'une rébellion menée par Llywelyn Bren dans le Glamorgan, et en juillet il règle à Bristol des griefs entre les bourgeois de la ville et Bartholomew de Badlesmere (décédé en 1322), connétable du château de Bristol.
En août 1316, en récompense de ses services, il obtient pour son fils cadet John la main de la pupille du roi, Joan de Verdun, fille et héritière de Théobald II de Verdun. En novembre 1316, il fut nommé Lord-intendant de la Maison du roi Édouard II (Steward of the Household). La charge s'accompagne d'une rente annuelle de 200 marks, qui ne lui est versée que de janvier à juin 1317 : le roi lui accorde alors à vie, en tant que King's bachelor les bénéfices de plusieurs manoirs dont Gravesend dans le Kent et Kingsbury dans le Somerset. Le 26 septembre 1317, le roi lui accorda le doter de créneaux son hôtel particulier à Cassington, dans l'Oxfordshire. Il est convoqué au Parlement à partir du 20 novembre 1317, où il est l'un des majores barones du parti du roi.
En août 1318, il est nommé gardien de l'abbaye d'Abingdon. Cependant, le 20 novembre 1318, Édouard II l'envoie en Gascogne et l'y nomme sénéchal. Bartholomew de Badlesmere lui succède en tant que Lord-intendant. Selon Gross, « il s'agit presque certainement d'une concession à Thomas de Lancastre, qui accusait Montagu de s'être associé à Roger d'Amory pour comploter contre sa vie, ce qui retardait sa réconciliation avec le roi ».

## Mariage et enfants

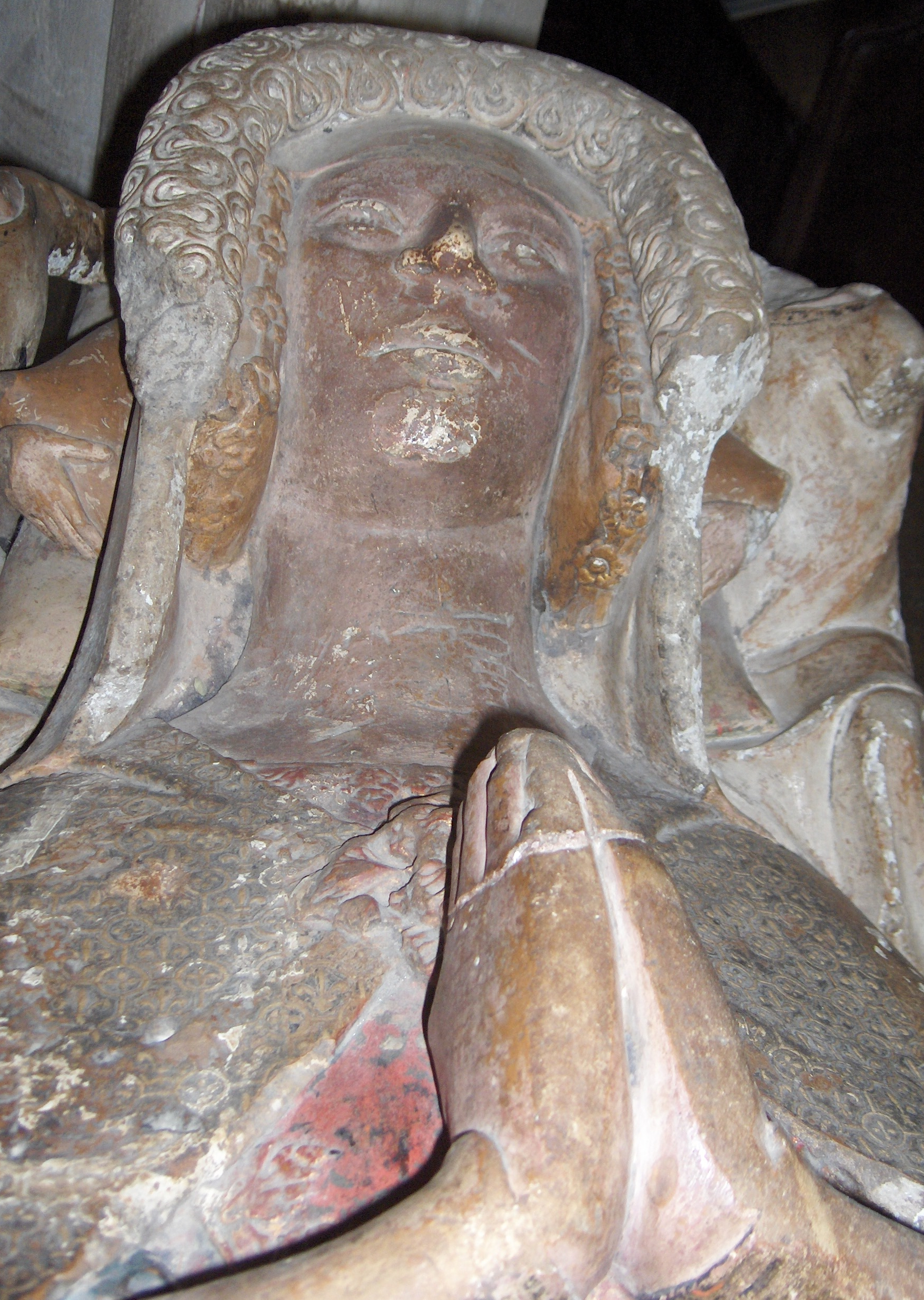
Gisant d'Elizabeth de Montfort, épouse de William Montagu, dans la cathédrale Christ Church d'Oxford.

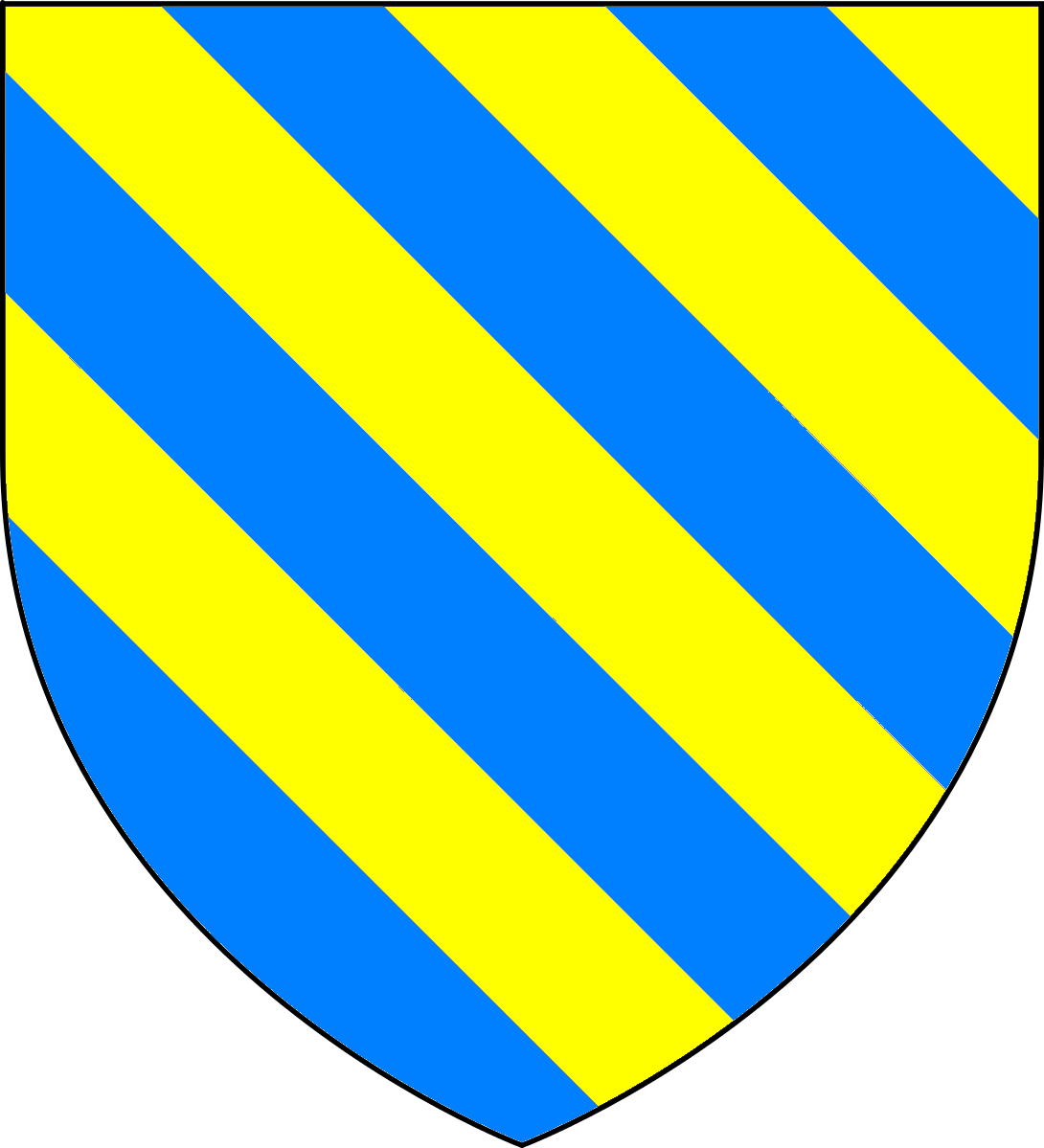
Armoiries de Montfort : bandé d'or et d'azur, de huit pièces.

Vers 1292, William épouse Elizabeth de Montfort (décédée en août 1354), fille de Peter de Montfort (mort avant le 4 mars 1287), lui même fils de Peter de Montfort et d'Alice Audley.
La mère d'Elizabeth est Maud de la Mare, fille et héritière de Henry de la Mare, seigneur notamment de Ashtead dans le Surrey, justicier et sénéchal de William Longespée, 2e comte de Salisbury, et de son épouse Joan Neville (fille de John Neville d'Essex et de son épouse Hawise de Courtenay, fille de Robert de Courtenay baron féodal d'Okehampton dans le Devon,,.
Elizabeth de Montfort survit à son mari et se remarie à Thomas Furnivall de Sheffield (qui doit payer une amende de £ 200 en juin 1322 pour avoir épousé sans permission royale une veuve du détenteur d'une tenure. Elizabeth meurt en août 1354 et est enterrée dans le prieuré Sainte-Frideswide d'Oxford (aujourd'hui cathédrale de Christ Church), où sa tombe existe toujours dans la chapelle latine.

### Fils
- John Montagu (décédé en 1317), fils aîné, mort avant son père, sans enfant. En 1317, dans la chapelle royale du château de Windsor, il épouse la pupille de son père, Joan de Verdun (décédée le 2 octobre 1334), fille et héritière de Theobald de Verdun de Maud Mortimer, fille d'Edmund Mortimer, 2e baron Mortimer[7][15]. Il est enterré à la cathédrale de Lincoln le 14 août 1317. Sa veuve, Joan de Verdun, se remarie le 24 février 1318 avec Thomas Furnivall (décédé en octobre 1339), fils du nouvel époux de la veuve de William, Elizabeth. Elle en a trois fils et deux filles[16],[7][5],[15].
- William Montagu, 1er comte de Salisbury (1301–1344), fils survivant et héritier, qui succède à son père en tant que 3e baron Montagu et devient plus tard le premier comte de Salisbury[5],[17]
- Simon Montagu (mort en 1345), évêque de Worcester puis évêque d'Ely[5].
- Edward Montagu (mort le 14 juillet 1361), marié deux fois :
  - avant le 29 août 1338, avec Alice de Norfolk (morte avant le 30 janvier 1352), fille et cohéritière de Thomas de Brotherton, 1er comte de Norfolk (1300–1338), fils cadet du roi Édouard Ier[18],[19][18],[19][8], dont un fils et quatre filles[20]. Alice de Norfolk serait décédée des suites d'une agression de son mari[20][21].
  - une certaine Joan, dont il a un fils et deux filles[20].

### Filles
- Alice Montagu, épouse avant le 27 janvier 1333 Ralph Daubeney (3 mars 1305 - c.1378)[22],[12] ;
- Katherine Montagu, qui épouse William Carrington [23][24][25] ;
- Mary Montagu, qui épouse Richard Cogan (décédé en 1368), baron féodal de Bampton, dans le Devon[23][26],[12] ;
- Elizabeth Montagu, religieuse au prieuré de Holywell[23][27],[12] ;
- Hawise Montagu, qui épouse Roger Bavent (décédé le 23 avril 1355), dont elle a eu une fille, Joan Bavent[23][28],[29][30],[31][32],[33],[34],[12] ;
- Maud Montagu, abbesse de Barking Abbey de 1341 à 1352[23][12].

## Mort et enterrement
Montagu meurt en Gascogne le 18 octobre 1319. Son lieu de sépulture est inconnu.